# Bobby Bland
Robert Calvin Bland, detto Bobby "Blue" Bland. (Rosemark, 27 gennaio 1930 – Memphis, 23 giugno 2013), è stato un cantante e musicista statunitense.

## Biografia
Bobby “Blue” Bland comincia la propria carriera come membro del gruppo  The Beale Streeters. Spesso ci si riferisce a lui con lo pseudonimo de "Il leone del blues". Insieme ad artisti come Sam Cooke, Ray Charles, e Junior Parker, Bland ha contribuito a sviluppare un sound che univa la musica gospel con il blues e il R&B.
Bobby Bland è stato inserito nella Blues Hall of Fame nel 1981, e nella Rock & Roll Hall of Fame nel 1992, e ha ricevuto un Grammy Award alla carriera nel 1997.
Dal 1957 al 1963 tre suoi singoli raggiunsero la vetta della Billboard R&B Chart: Farther Up the Road (1957), I Pity the Fool (1961) e That's The Way Love Is (1963). Fra gli altri suoi successi si ricordano Share Your Love with Me, portata al successo da Aretha Franklin, e Turn On Your Love Light, registrata in seguito anche da Van Morrison.

## Discografia
- Blues Consolidated - 1958 (Duke Records)
- Like Er Red Hot - 1960 (Duke Records)
- Two Steps from the Blues (Duke 1961/MCA 2002)
- Here's the Man! - 1962 (Duke Records)
- Call On Me - 1963 (Duke Records)
- Ain't Nothing You Can Do - 1964 (Duke Records)
- The Soul of The Man - 1966 (Duke Records)
- Touch of The Blues - 1967 (Duke Records)
- The Best Of - 1967 (Duke Records)
- The Best Of Volume 2 - 1968 (Duke Records)
- Spotlighting The Man - 1969 (Duke Records)
- His California Album - 1973 (Dunhill Records)
- Dreamer - 1974 (Dunhill Records)
- Get On Down - 1975 (ABC Records)
- Together for the First Time(with B.B.King) - 1976 (ABC)
- Bobby Bland/B. B. King Together Again...Live - 1976 (ABC)
- Reflections In Blue - 1977 (ABC Records)
- Come Fly With Me - 1978  (MCA Records)
- I Feel Good - 1979  (MCA Records)
- Sweet Vibrations - 1980 (MCA 27076) Tribute to Joe Scott
- Members Only - 1985  (Malaco Records)
- After All - 1986  (Malaco Records)
- Blues You Can Use - 1987 (Malaco Records)
- Portrait of the Blues - 1991 (Malaco Records)
- Years of Tears - 1993 (Malaco Records)
- Sad Street - 1995 (Malaco Records)
- "Live" On Beale Street - 1998 (Malaco Records)

### Singoli (1953-1963)
- 1955 It's My Life Baby (#7 R&B)
- 1957 Don't Want No Woman (#19 R&B)
- 1957 I Smell Trouble (#28 R&B)
- 1957 Farther Up The Road (#1 [2 weeks] R&B)
- 1957 Sometime Tomorrow (#17 R&B)
- 1958 Teach Me How To Love You (#8 R&B)
- 1958 You Got Me (#20 R&B)
- 1958 Little Boy Blue (#10 R&B)
- 1959 I'm Not Ashamed (#12 R&B)
- 1959 I'll Take Care Of You (#1 [1 week] R&B)
- 1959 Is It Real (#28 R&B)
- 1960 Lead Me On (#9 R&B)
- 1960 Hold Me Tenderly (#29 R&B)
- 1960 Cry, Cry, Cry (#5 R&B)
- 1961 I Pity The Fool (#1 [1 week] R&B)
- 1961 Don't Cry No More (#2 [1 week] R&B)
- 1961 Turn On Your Love Light (#2 [1 week] R&B)
- 1962 Ain't That Loving You (#9 R&B)
- 1962 Who Will The Next Fool Be (#12 R&B)
- 1962 Jelly, Jelly, Jelly (#23 R&B)
- 1962 Yield Not To Temptation (#5 R&B)
- 1962 Stormy Monday Blues (#4 R&B)
- 1963 Call On Me (#2 [2 weeks] R&B)
- 1963 That's The Way Love Is (#1 [2 weeks] R&B)
- 1963 Sometimes You Gotta Cry A Little (#28 R&B)
- 1963 I Can't Stop Singing (#19 R&B)